# ائرو ای.۱۷
ائرو ای. ۱۷ (به انگلیسی: Aero A.17) یک هواپیمای ساختِ آئرو ودوخودی است که در سال ۱۹۲۲ ساخته شد.